# Erwin Splettstößer
Erwin Splettstößer (* 4. Oktober 1906 in Wysoki Stoczek, Russland, heute: Stadtbezirk von Białystok, Polen; † 2. Februar 1932 in Berlin) war ein deutscher Schauspieler.

## Leben
Splettstößer, der als Taxifahrer tätig war, wurde 1929 als Laiendarsteller für den Film Menschen am Sonntag engagiert, bei dem Robert Siodmak Regie führte. Siodmak setzte ihn auch in seinen beiden folgenden Spielfilmen Abschied (1930) und Voruntersuchung (1931) ein. Splettstößers Pläne, als Komiker Karriere zu machen, wurden durch einen tödlichen Unfall zunichtegemacht: 1932 wurde er beim Schließen des Garagentores von seinem eigenen Taxi überrollt – offenbar hatte sich die Handbremse gelöst. Er starb unverheiratet im Alter von 25 Jahren.

## Filmografie
- 1930: Menschen am Sonntag
- 1930: Abschied
- 1931: Voruntersuchung